# Bealjášvárri
Bealjášvárri ist eine 4,7 Kilometer lange Bergkette in der Gemeinde Kautokeino in der nordnorwegischen Provinz Finnmark. Sie besteht aus zwei Teilen, dem nördlichen und dem südlichen Teil. Im nördlichen befindet sich der gleichnamige Berg, der 576 moh. hoch ist. Im südlichen Teil ist der Muvrávárri mit 585 Metern die höchste Erhebung. Dort befindet sich ein Vermessungspunkt des Struve-Bogens. Dieser gehört seit 2005 zum UNESCO-Weltkulturerbe.